# 潺槁木姜子
潺槁木姜子（學名：Litsea glutinosa (Lour.）为樟科木姜子属下的一个种，別名潺槁木薑子、潺槁樹、油槁樹、膠樟、殘槁蔃。常綠喬木，灰褐色或灰色樹皮，內皮摸起來黏黏的。嫩枝和芽鱗外有灰黃色柔毛。

## 辨認特徵

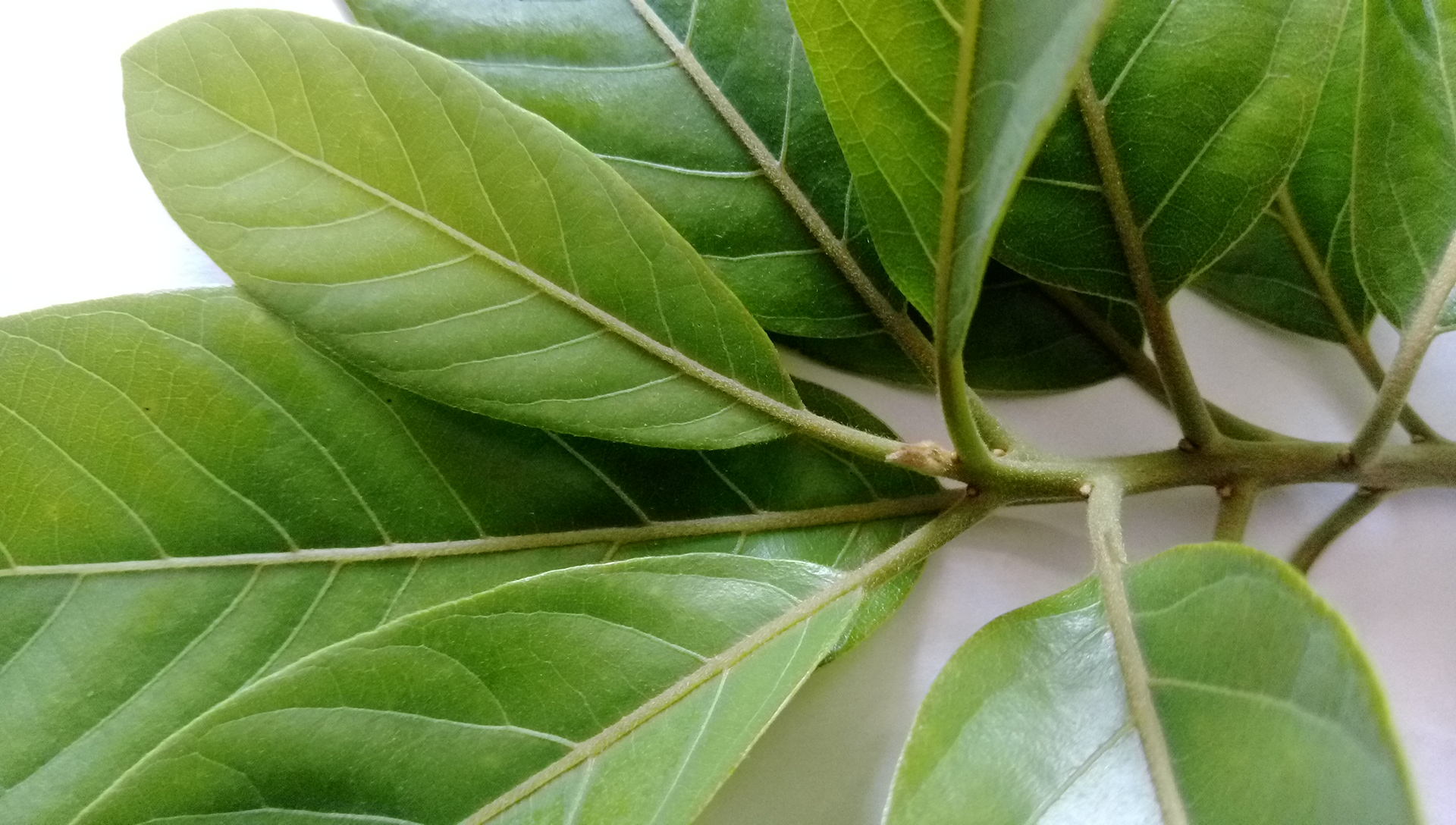
成熟葉
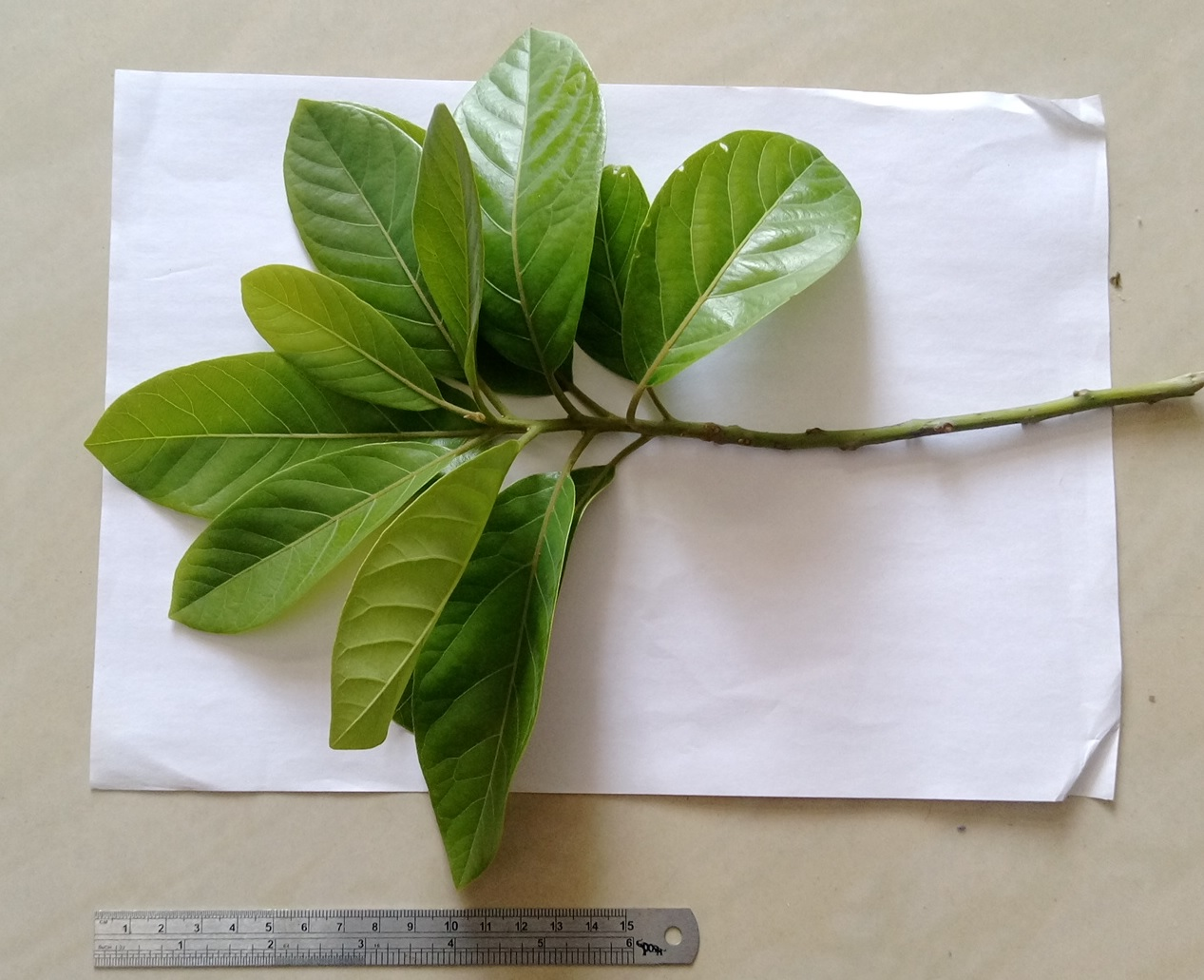
葉
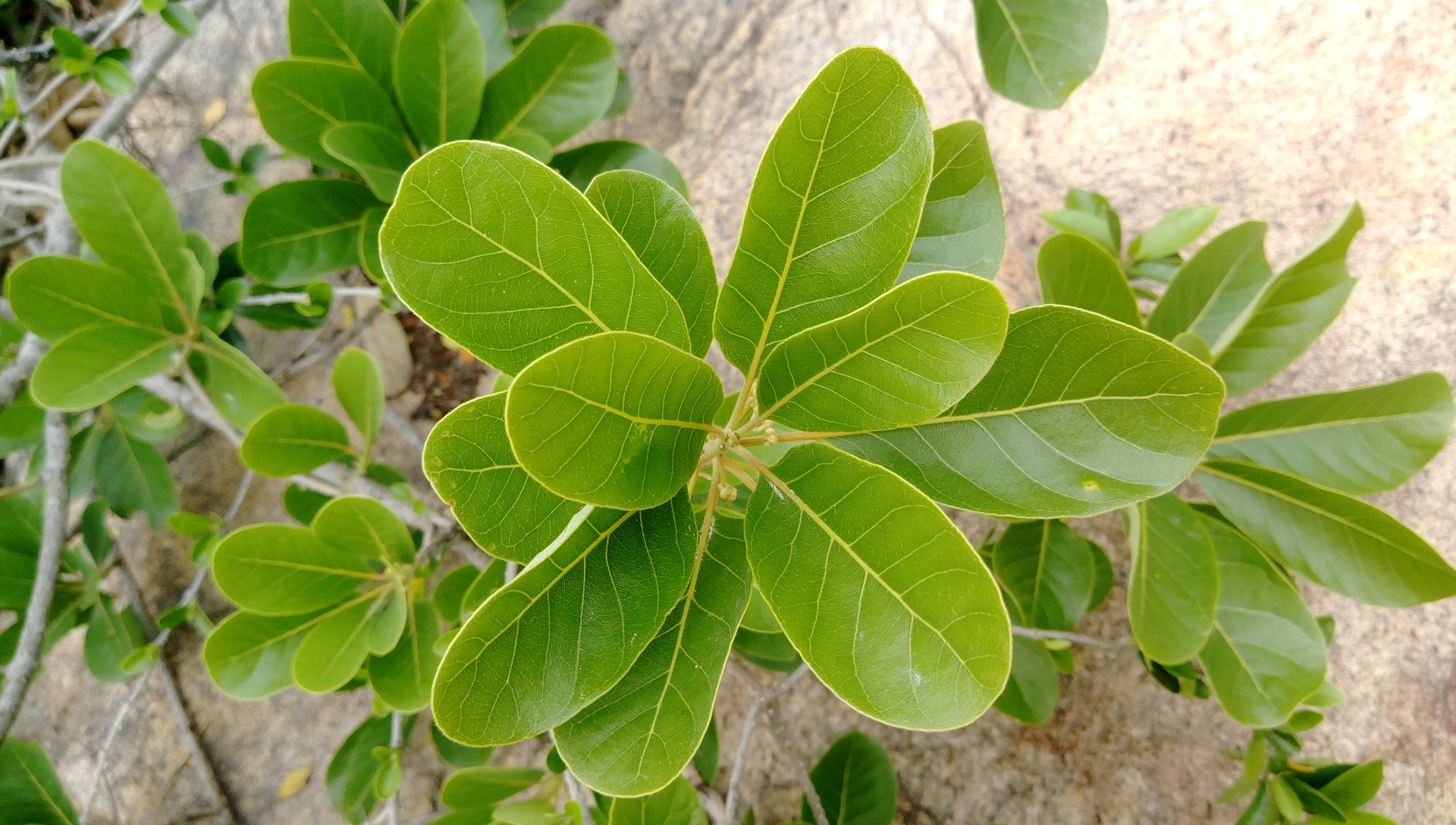
葉

### 葉
革質，互生，倒卵形、倒卵狀長橢圓形或橢圓狀披針型，頂端鈍且圓，基部楔形、鈍或近圓形，長6-10cm，寬約5cm-11cm；羽狀脈，側脈8-12對，中、側脈在近軸面微凸起，在遠軸面明顯凸起；葉柄有灰黃色柔毛，長1-2.5cm；幼時近軸面及遠軸面皆有毛，成熟時只剩中脈存有，而遠軸面則近乎無毛。

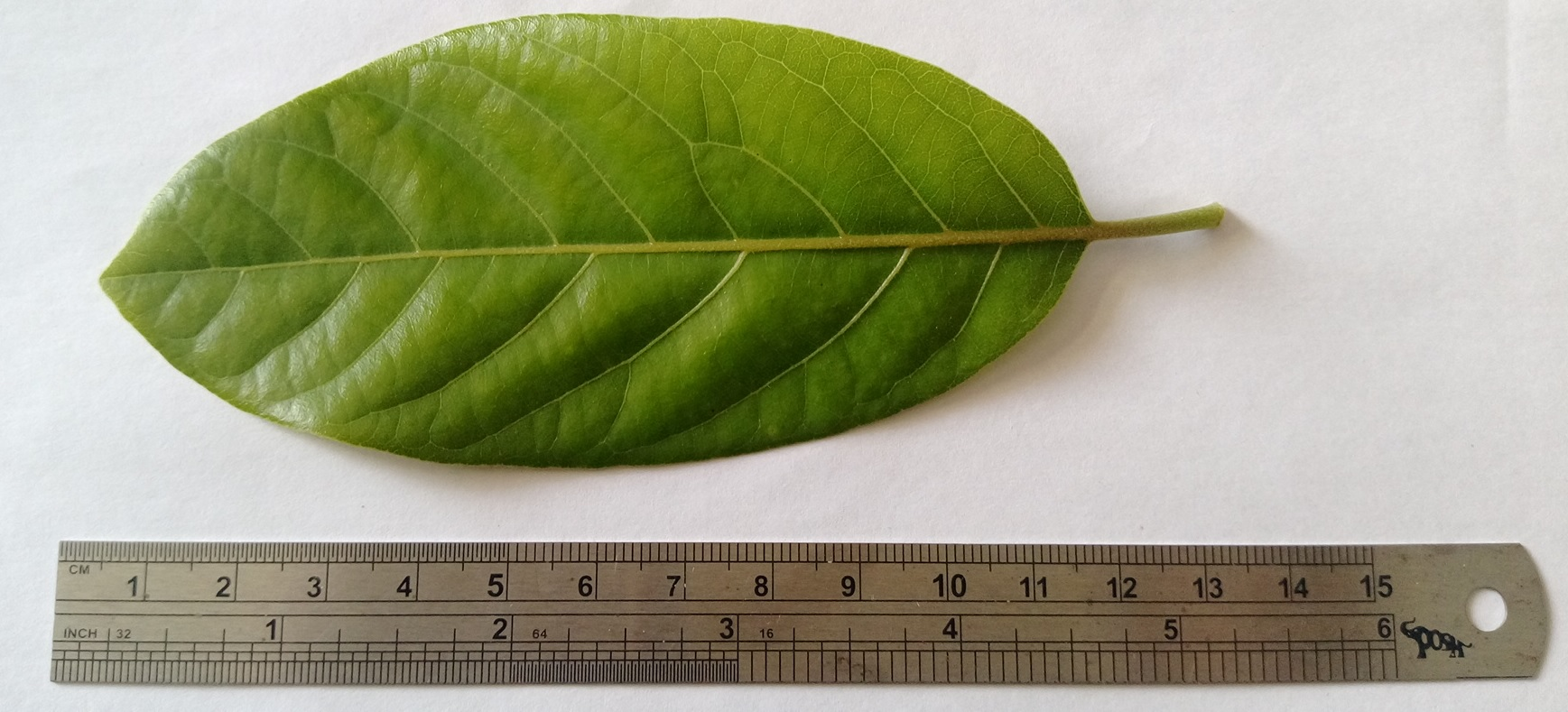
近軸面
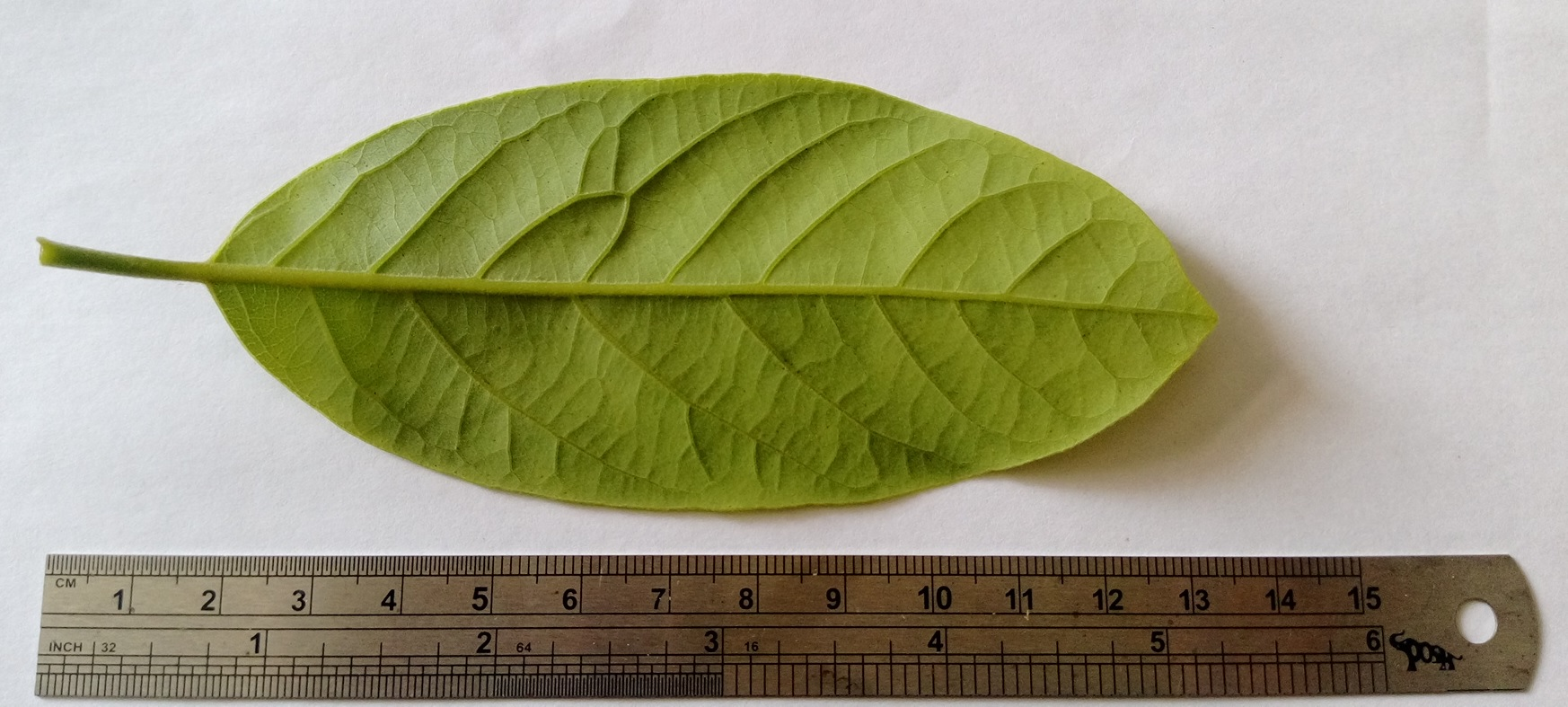
遠軸面

### 花
繖型花序，一個生於葉腋，或著數個生於總花梗上，總梗長2-4cm，花序梗及花梗有灰黃色柔毛；腺體有長柄，柄有毛；雄蕊15-30枚，有孕性雄蕊9枚，藥4室，花絲長，有灰色柔毛；雌花，子房近似圓形，無毛，具退化有毛雄蕊，柱頭呈現顯著盾狀；花期2-6月，雌雄異株；花被裂片早落。

### 果實
漿果，球形果實，成熟時從黃綠色變黑色，花被筒不增大，直徑長約7mm，果實基部具杯斗(靠近果實的柄有膨大的現象)，果柄粗，；果期6-10月。

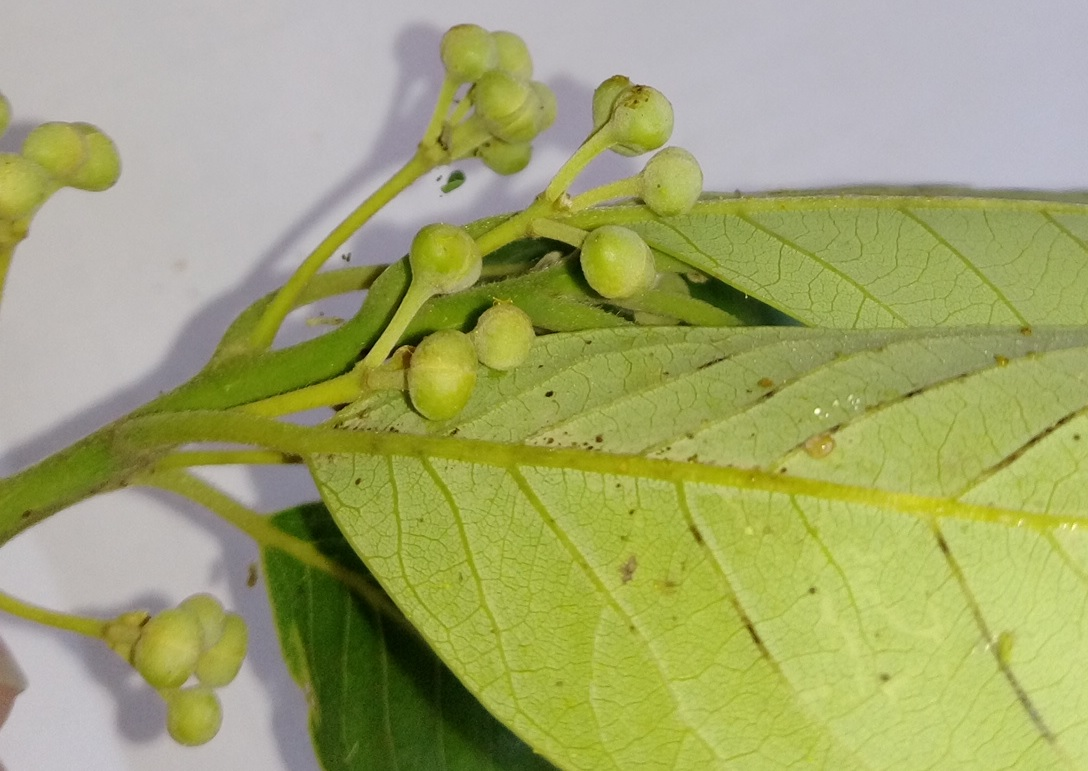
果實(未成熟)

## 分布
產並分布於福建、廣東。也分布於印度、越南、菲律賓、港澳。

## 用途
根皮和葉入藥，有清濕熱、消腫毒、治腹瀉的效果；樹皮可做為香料；樹皮和木材含膠質，可製作黏合劑；種子可提取工業用油。
植株耐盐，可用于海岸带绿化。

## 扩展阅读
維基物種上的相關：潺槁木姜子